# Kambatanahalli, Madhugiri
Kambatanahalli là một làng thuộc tehsil Madhugiri, huyện Tumkur, bang Karnataka, Ấn Độ.